# آیلانتوس تریفیسا
آیلانتوس تریفیسا (نام علمی: Ailanthus triphysa) نام یک گونه از سرده عرعر است.